# Earnie Stewart
Earnest „Earnie“ Stewart (* 28. März 1969 in Veghel, Niederlande) ist ein US-amerikanisch-niederländischer Fußballspieler. Er spielte von 1990 bis 2004 als Mittelfeldspieler in der Nationalmannschaft der USA.

## Biografie
Stewart, ein Sohn des afrikanisch-amerikanischen Soldaten Earnie Stewart und seiner niederländischen Frau Annemien, wurde in den Niederlanden geboren und wuchs dort auf. Er begann seine aktive Karriere 1988 beim VVV Venlo und wechselte 1990 zu Willem II Tilburg. Ende 1990 hatte er sein erstes Spiel für die Fußballnationalmannschaft der USA gegen Portugal.
In seiner ersten Saison bei Willem II war er mit 17 Toren der drittbeste Torschütze der Eerste Divisie. Es folgten 49 Tore in sechs Jahren. Inzwischen entwickelte er sich zum Stammspieler für das US-amerikanische Nationalteam und spielte 1994 alle vier Spiele der FIFA-Weltmeisterschaft von Beginn an. Im Spiel gegen Kolumbien erzielte er das Siegtor zum 2:1.
Ab 1996 spielte Stewart sechs Saisons lang beim NAC Breda. Der Klub wurde 1999 in die zweite Division verbannt, stieg im Jahr 2000 wieder auf. Während seiner Zeit bei NAC spielte er in allen Spielen der US-amerikanischen Mannschaft bei den Weltmeisterschaften 1998 und 2002.
Im Januar 2003 verließ er die Niederlande, um in der Major League Soccer zu spielen. Er wurde infolge des Entry Drafts D.C. United zugeteilt, mit denen er den MLS Cup in seiner zweiten Saison gewann. Er erzielte vier Tore in der regulären Saison und ein Playoff-Tor und verließ DC nach der Saison 2004. Er kehrte zum VVV Venlo zurück, bei dem er 2005 nach seinem Rückzug vom Profisport Technischer Direktor wurde.
Stewart ist einer von acht US-amerikanischen Spielern, die ihr 100. internationales Spiel im Rahmen der Weltmeisterschaft 2004 (Qualifikationsspiel gegen Grenada) machten. Seine 111 Tore als Profi in den Niederlanden machen ihn zum besten amerikanischen Torschützen in internationalen Klubspielen. Er wurde 2001 zum U.S. Soccer Athlete of the Year ernannt.
Am 14. Mai 2006 wurde er Technischer Direktor bei NAC Breda. Seit Juni 2010 ist er Technischer Direktor bei AZ Alkmaar.